# Antanandava
Antanandava – miejscowość na Madagaskarze, w gminie Alaotra-Mangoro, w prowincji Toamasina.